# 박은경 (아나운서)
박은경(朴恩慶, 1976년 9월 7일 ~ )은 대한민국의 아나운서다.

## 학력
- 밀양여고 졸업[1]
- 1999년 서울대학교 의류학과 졸업

## 경력
- 2000년 12월 1일 SBS 공채 10기로 입사했다.
- 2002년 SBS 입사 동기인 연출가 이명우와 결혼했다.
- 2009년 3월 11일 결혼한지 7년만에 첫 딸 이아리 양을 출산했다.
- SBS 사장 직속 아나운서팀 차장
- SBS 콘텐츠전략본부 아나운서팀 · 차장

## 수상 경력
- 2006년 SBS 올해의 아나운서상 수상
- 2012년 SBS 연예대상 아나운서상

## 방송

### 현재
- 《SBS 주말뉴스》
- 《성우 빅 쇼》(라디오)
- 《생방송 투데이》(2025년 6월 30일 ~ 현재)
- 《박은경의 러브FM》 (2025년 7월 12일 ~ 현재)

### 과거
- 《SBS 8 뉴스》 날씨
- 《월드컵 파노라마》
- 《신바람 월드컵》
- 《게임쇼 즐거운 세상》
- 《접속! 무비월드》
- 《한밤의 TV연예》
- 《기적의 승부사》
- 《오늘의 스포츠》
- 《SBS 스포츠뉴스》
- 《토요특집 출발! 모닝와이드 3부》 (2007년 6월 23일 ~ 2015년 6월 27일)
- 《나이트라인 스포츠》 (2009년 12월 1일 ~ 2012년 5월 11일)
- 《아이디어 하우머치》 (2010년 3월 11일 ~ 2011년 1월 6일)
- 《SBS 5 뉴스》 (2015년 2월 ~ 2016년 12월 27일)
- 《SBS 1010 뉴스》 (2016년 12월 19일 ~ 2016년 12월 30일)
- 《SBS 12 뉴스》 (대리 진행)
- 《SBS 오 뉴스》 (대리 진행)
- 《시니어 매거진 인생은 아름다워》
- 《박은경의 파워플러스》 (라디오)
- 《박은경의 러브플러스》 (라디오)
- 《8090 2부 박은경입니다》 (라디오)
- SBS 금토드라마 《열혈사제》 (2019년 2월 15일 ~ 2019년 4월 20일) - 아나운서 역 (특별출연)
- 《SBS 오 뉴스》 서브앵커 (2019년 3월 7일 ~ 2019년 8월 30일)
- 《SBS 10 뉴스》(2019년 9월 2일 ~ 2025년 6월 27일)
- 《스위트뮤직박스》(라디오, 2013년 7월 1일 ~ 2015년 5월 1일, 2021년 3월 16일 ~ 2025년 7월 7일)

## 사건

### 백상예술대상 막말 논란
- 2008년 44회 백상예술대상 진행자로 나선 박은경의 멘트가 농담삼아서 한 본인의 의도와 다르게 무례하다는 비난을 받아 논란이 일었다.[2]